# Dejan Stanković
Dejan Stanković (srbskou cyrilicí Дејан Станковић; * 11. září 1978, Bělehrad) je bývalý srbský fotbalový záložník a reprezentant, který hrál naposledy za italský klub Inter Milán. V letech 2006 a 2010 získal v Srbsku ocenění Fotbalista roku.

## Klubová kariéra
Stanković působil profesionálně ve Svazové republice Jugoslávie v klubu Crvena zvezda Bělehrad. V roce 1998 odešel na zahraniční angažmá do Itálie, kde působil v renomovaných klubech Lazio Řím (1998–2004) a Inter Milán (2004–2013).

## Reprezentační kariéra

### SR Jugoslávie
V letech 1998–2002 odehrál 40 zápasů a vstřelil 8 gólů v dresu seniorské reprezentace Svazové republiky Jugoslávie. Debutoval 22. 4. 1998 v přátelském zápase v Bělehradu proti reprezentaci Jižní Korey, který skončil výhrou 3:1 a Stanković zaznamenal dvě branky.

### Srbsko a Černá Hora
Po přejmenování Svazové republiky Jugoslávie v roce 2003 nastupoval za Srbsko a Černou Horu. V dresu A-týmu Srbska a Černé Hory odehrál v letech 2003–2006 celkem 21 utkání a vstřelil 4 branky.

### Srbsko
Za samostatné Srbsko odehrál v letech 2006–2013 celkem 42 utkání a třikrát skóroval.
V roce 2011 ohlásil konec reprezentační kariéry, do té doby vedl srbský tým jako kapitán. Oficiálně ukončil reprezentační kariéru v říjnu 2013 po přátelském zápase Srbsko–Japonsko (2:0, odehrál 10 minut).